# Пирис, Хуан
Хуан (Хуансито) Пирис (исп. Juan «Juancito» Píriz; 17 мая 1902, Монтевидео — 23 марта 1946, Монтевидео) — уругвайский футболист, игравший на позиции полузащитника. Родной брат чемпиона мира 1930 года Кондуэло Пириса и двоюродный брат Хуана Эмилио Пириса, с которым его часто путают.

## Биография
Семья Пирисов происходит из города Дурасно. Хуансито начинал карьеру в «Пеньяроле», но довольно скоро оказался в «Дефенсоре», где выступал вместе с братом, также полузащитником, в 1920-е годы. Позже Кондуэло Пирис перебрался в «Насьональ», вслед за ним, в 1928 году, в стан «трёхцветных» перешёл и Хуансито. Именно в том году в «Дефенсоре» дебютировал Хуан Эмилио Пирис, с которым часто путают Хуансито Пириса. Хуан Эмилио выступал за «фиолетовых» до 1945 года, став лучшим бомбардиром в истории клуба, в то время как Хуансито Пирис провёл последние годы карьеры в «Насьонале».
В 1928 году Хуансито принял участие в Олимпийских играх в Амстердаме. Он провёл два матча на турнире — против сборной Германии, а затем сыграл в повторном финальном мачте против сборной Аргентины, в котором уругвайцам всё же удалось сломить сопротивление своих соседей и во второй раз подряд стать Олимпийскими чемпионами.
Хуансито Пирис скоропостижно скончался в 1946 году в возрасте 43 лет.

## Титулы
- Олимпийский чемпион: 1928
- Чемпион Уругвая: 1921